# 곤스케
곤스케(일본어: ゴンスケ)는 후지코 F. 후지오와 후지코 후지오 Ⓐ의 만화에 등장하는 가공의 고구마형 로봇이다.
국내명은 컴돌이다.

## 개요
원통형의 머리(턱 및 측두부 제외)와 T자형의 흉부, 발 끝이 까맣고 그 이외의 부분은 모두 금색이다. 눈은 큰 하얀 눈을 4분할하도록 교차하는 라인이 들어있다. 손발이 매우 가늘고 양손이 매직 핸드와 같은 C자 형태로 되어 있다. 목은 360도 연속 회전이 가능하다(사진 참조). 생일은 10월 11일.
본래는 《21에몽》에 등장하는 로봇이며 고구마형 로봇으로 만들어졌지만 누더기 가게의 보이로 근무. 동북 방언과 유사한 말투와 인하무인이라고도 할 수 있는 행동이 특징. 상대가 주인과 요인이든 태도는 변함이 없다. 고구마에 대한 열정과 집념은 타인의 추종을 불허하지만 그 이외의 것들에 대해서는 매우 드라이한 면을 가진다. 특히 돈에 있어서는 악착스럽고 우주여행 중에 만난 세일즈맨에게는 지구에서 연료비 등 여러 가지 계산을 하고 음식을 엄청나게 비싼 금액으로 강매한 적도 있다. 그러나 자신이 수확한 고구마에 관해서는 누더기 가게의 손님에게 줄 때 돈을 요구하는 모습도 없고 우주에서 조난 식량이 바닥났을 때도 고구마를 먹도록 촉구하기도 한다.

### 내용주
1. 1 2  따라서 후지코 후지오 명의인데, 콤비 해체 후 후지코 후지오 명의가 아닌 그냥 두 사람의 명의가 되었다.